# أحمد علي باشا
أحمد علي باشا (1884 - 1952) هو سياسي مصري، شغل العديد من المناصب السياسية، اختير وزيراً للحقانية في وزارة إسماعيل صدقي باشا الثانية، ووزيراً للزراعة في وزارة محمد توفيق نسيم باشا الثانية.

## حياته ونشاته
مواليد القاهرة سنة 1884،  تخرج في كلية الحقوق جامعة القاهرة، كما حصل علي بكالوريوس الزراعة من جامعة فؤاد الأول. توفي عام 1952، عمل بالمحاماة، ثم ألتحق بسلك القضاة والإدارة، فكان مديراً ووكيلاً لوزارة الداخلية.

## مناصب
- عين وزيراً للزراعة في وزارة محمد توفيق نسيم الثانية (30 نوفمبر 1922 - 9 فبراير 1923).
- وزيراً للأوقاف من (15 مارس 1923- 11 يونيو 1923) في وزارة يحيى إبراهيم الأولى (15 مارس 1923- 27 يناير 1924)، وزيراً للوزارة نفسها من (3 أكتوبر 1929- 1 يناير 1930) في وزارة عدلي يكن الثالثة،  ثم تولاها للمرة الثالثة من (22 يونيو 1931- 4 يناير 1933) في وزارة إسماعيل صدقي الأولى (19 يونيو 1930- 4 يناير 1933).
- اختير وزيراً للحقانية في وزارة إسماعيل صدقي الثانية (4 يناير 1933 - 27 سبتمبر 1933).
- عين وزيرا للدولة في 26 يوليو 1949 اثناء وزارة حسين سرى باشا.
- تولى وزارة الداخلية بالنيابة (30 يناير 1933).
- عاد مرة أخرى وزيراً للحقانية في وزارة عبد الفتاح يحيى (27 سبتمبر 1933- 14 نوفمبر 1934)، ووزارة على ماهر الأولى وأضيف إليه فيها وزارة الأوقاف (30 يناير 1936- 9 مايو 1936).
- عين حارساً قضائياً على أموال الرعايا الإيطالي.
- رئيساً لجمعية المواساة الإسلامية بالعباسية.
- عضو سابق بمجلس الشيوخ (20 يونيو 1931 - 30 مايو 1934)،  ثم وكيلاً له.

## أنجازته بوزارة الزراعة[2]
- عين وزيرا للزراعة في 30 نوفمبر 1922 اثناء وزارة محمد توفيق نسيم.
- تقدم بتقرير عن أحوال بعض المحاصيل الزراعية عن شهر ديسمبر 1922، مذكرة عن حالة الرى وانتهى الامر بان حالة الرى والمحاصيل إجمالا توجب الارتياح.
- إرسال مشروع قانون مراقبة بيع الأسمدة الكيماوية في 8/1/1923 لمراجعته من حيث الصفة القانونية ليتم تنفيذة بعد ذلك على الوطنيين والأجانب على السواء.
- حظى بالتشريفة الملكية بمقابلة حضرة صاحب الجلالة الملك بسرى عابدين في 2/2/1923 التى حضرها صاحب السمو الأمير عباس سليم ثم تشرف بمقابلة جلالته بجناب المسيو أوجت دوج الوزير المفوض لدولة بلجيكا.